# Nidífuga

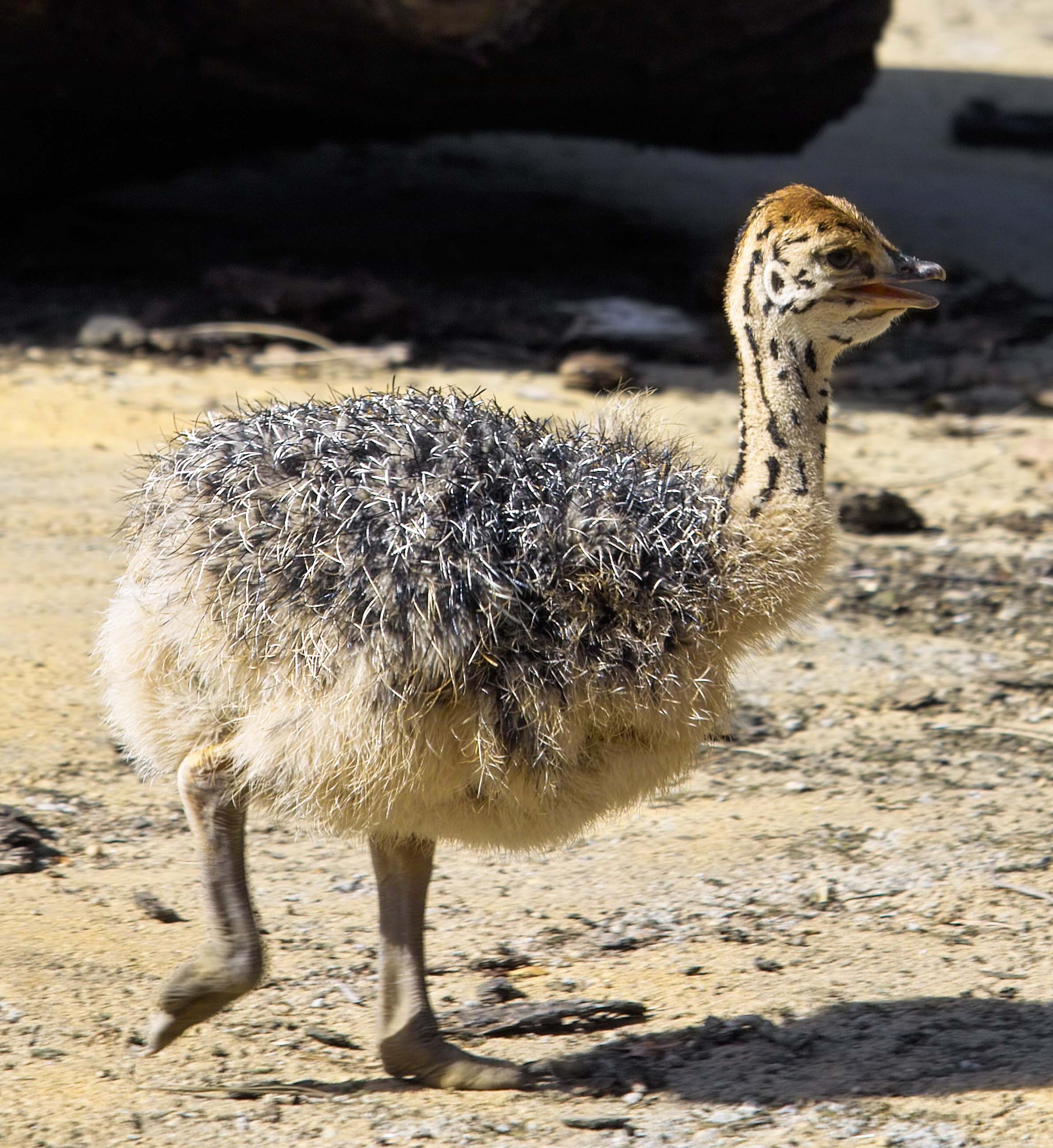
Las crias de avestruz son nidífugas.

Nidífuga, precocial o precoz es una de las clasificaciones en las que se categorizan las crías de animales según su grado de desarrollo al nacer.
Las aves nidífugas poseen al nacer un estado de desarrollo avanzado, siendo capaces de llevar una vida independiente de sus progenitores. Por lo general, dejan el nido apenas salen del cascarón, siendo capaces de movilizarse y de controlar su temperatura. 
Los megápodos son particularmente precoces, pudiendo volar apenas nacidos. Al nacer poseen los ojos abiertos, coordinación motora y fuerza, plumas a lo largo de sus alas y plumón en su cuerpo, pueden correr, perseguir presas y en algunas especies volar desde el día en que rompen el cascarón.
Estas aves tienen por lo general una tasa de crecimiento inferior (35%) a la de los polluelos nidícolas. Excepto el caso de los megapódidos, en el resto de las especies nidífugas los polluelos son objeto de cuidados parentales, fuera del nido. Estas especies pertenecen a los órdenes Anseriformes, Galliformes, Podicipediformes y a la familia Rálidos e incluyen también a las aves limícolas. 
Las gaviotas y las golondrinas de mar son seminidífugas, ya que al nacer sus polluelos no poseen una movilidad completa, pero enseguida se desplazan por los alrededores del nido y acuden a este cuando vienen los padres a alimentarlos. 